# Линдхут, Аллард
Аллард Линдхут (нидерл. Allard Lindhout; род. 11 сентября 1987, Вармонд) — нидерландский футбольный судья. Судья ФИФА с 2020 года.

## Карьера
5 октября 2010 года Линдхут провёл свой первый профессиональный матч в качестве главного арбитра в о втором дивизионе нидерландского чемпионата. Матч между АГОВВ и «Розендал» закончился победой хозяев поля со счётом 1:0. Линдхут в этой встрече показал пять жёлтых карточек. Сезон 2010/11 годов судья завершил со следующими показателями: отработал девять матчей чемпионата и тридцать четыре раза показывал жёлтую карточку, что составляет в среднем 3,8 жёлтых карточек за игру.
18 апреля 2015 года Линдхут дебютировал в высшем дивизионе чемпионата Нидерландов, обслужив матч между «Виллемом II» и «Гронингеном» (1:4).
С 2020 года Аллард находится в международном списке главный судей ФИФА. Свой первый международный матч отработал 25 марта 2022 года между сборными ЮАР и Гвинеей (0:0). 12 октября 2023 года был привлечён к работе в матче оборочного турнира к Чемпионату Европы 2024 года между сборными Фарерских островов и Польши (0:2). Этой же осенью дебютировал на матчах основного раунда Лиги Европы, обслужил встречу между «Олимпиакосом» и «Фрайбургом».
В сезоне 2024/2025 годов, Линдхуту было доверено отработать главным арбитром на матче 1-го тура Лиги чемпионов УЕФА между Монако и Барселоной, который состоялся 19 сентября 2024 года.
Помимо работы в футболе, Линдхут трудиться учителем в начальной школе.